# Scarus scaber
Scarus scaber és una espècie de peix de la família dels escàrids i de l'ordre dels perciformes.

## Morfologia
Els mascles poden assolir els 37 cm de longitud total.

## Distribució geogràfica
Es troba des de l'Àfrica oriental fins a KwaZulu-Natal (Sud-àfrica) i a algunes illes de l'oest de l'Índic.